# Петровичи-1 (Дуниловичский сельсовет, Поставский район)
Петровичи-1 (бел. Пятро́вічы-1; до 17 апреля 2024 года — Петровичи (бел. Пятро́вічы)) — деревня в Поставском районе Витебской области Белоруссии. Входит в состав Дуниловичского сельсовета.

## История
До 7 июля 2023 года входила в состав Волковского сельсовета. Волковский и Дуниловичский сельсоветы объединены в одну административно-территориальную единицу — Дуниловичский сельсовет, с включением в его состав земельных участков Волковского сельсовета.
В период с 20 января по 20 февраля 2024 года Поставским районным исполнительным комитетом изучено общественное мнение по вопросу переименования деревни Петровичи Дуниловичского (ранее Волковского) сельсовета Поставского района Витебской области в деревню Петровичи-1.

На территории Дуниловичского сельсовета Поставского района находятся два населённых пункта с идентичными категорией и наименованием после включения в состав Дуниловичского сельсовета населённых пунктов из состава, упразднённого Волковского о сельсовета.
17 апреля 2024 года деревня Петровичи Дуниловичского сельсовета (ранее входившая в состав Волковского сельсовета) переименована в деревню Петровичи-1 (бел. Пятровічы-1).

## Население
- 2019 год — 1 житель (перепись населения).